# 寬口撒但鮰
寬口撒但鮰為北美鯰科撒但鮰屬的唯一一種，被IUCN列為次級保育類動物，分布於北美洲美國德克薩斯州聖安東尼奧的地下湧泉，體長可達13.7公分，受到水汙染的威脅。